# Islam in Gambia

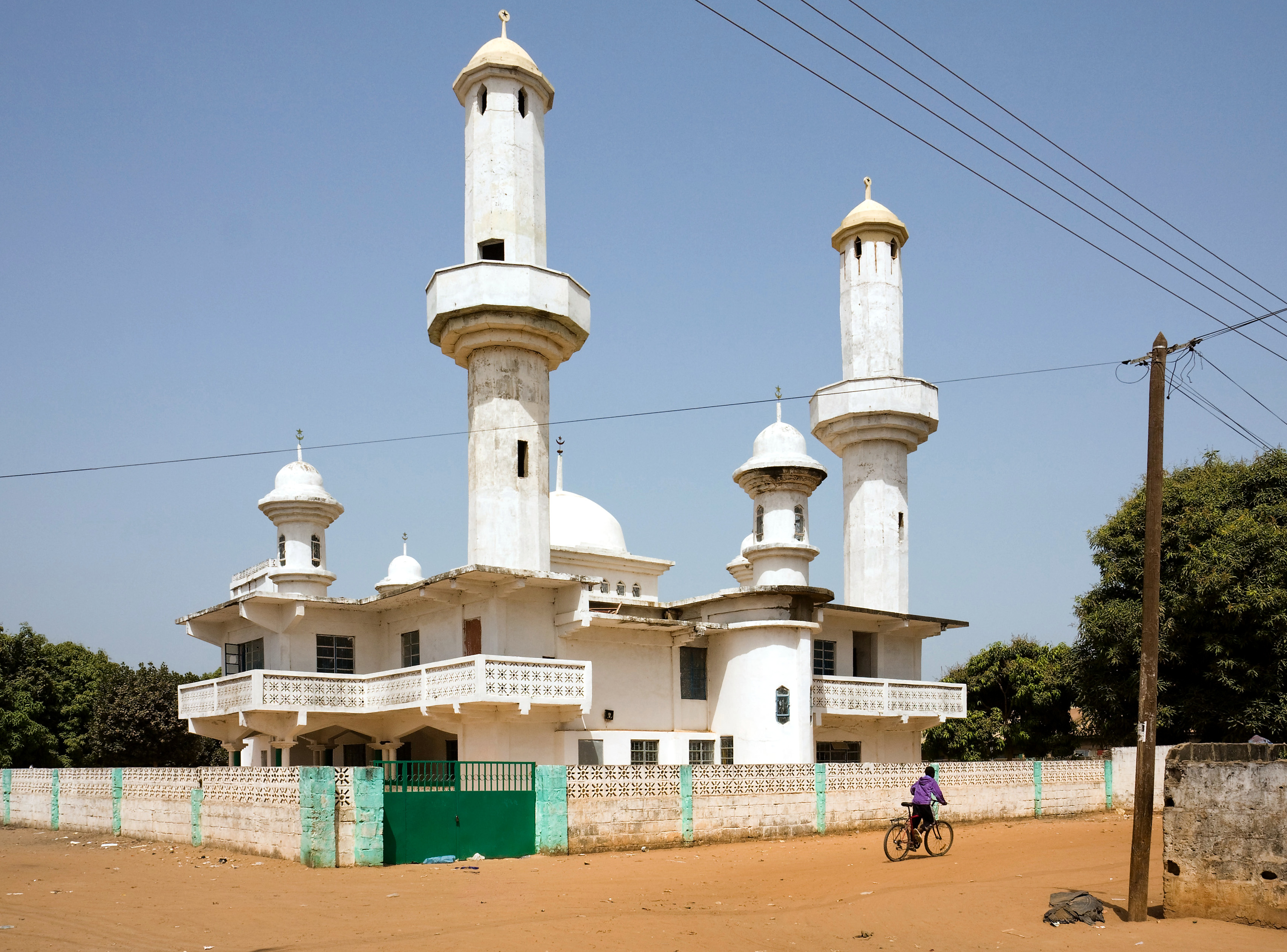
Een moskee in Faji Kundi, Gambia

De islam is de grootste religie in Gambia. Ongeveer 95,7% van de Gambiaanse bevolking bestaat uit moslims. Gambia is een land dat wordt gekenmerkt door religieuze coëxistentie. Kleinere religies in Gambia zijn het katholicisme, het protestantisme en verschillende soorten traditionele Afrikaanse volksreligies.
De meerderheid van de moslims in Gambia zijn soennieten die tot de Malikitische rechtsschool behoren en in grote mate door het soefisme beïnvloed zijn. Ook de Ahmadiyya-gemeenschap is prominent aanwezig.
In Gambia behoren maraboetische praktijken tot de dagelijkse gang van zaken, terwijl dit soort praktijken in de reguliere islam als afwijkend worden bestempeld.